# Valdezate (kommunhuvudort)
Valdezate är en kommunhuvudort i Spanien.   Den ligger i provinsen Provincia de Burgos och regionen Kastilien och Leon, i den centrala delen av landet, 130 km norr om huvudstaden Madrid. Valdezate ligger 828 meter över havet och antalet invånare är 178.
Terrängen runt Valdezate är platt åt sydost, men åt nordväst är den kuperad.  Trakten runt Valdezate är nära nog obefolkad, med mindre än två invånare per kvadratkilometer. Närmaste större samhälle är Roa, 10,5 km norr om Valdezate. Trakten runt Valdezate består till största delen av jordbruksmark.